# Sphaerosyllis isabellae
Sphaerosyllis isabellae är en ringmaskart som beskrevs av Nogueira, San Martin och Ayrton Amaral 200. Sphaerosyllis isabellae ingår i släktet Sphaerosyllis och familjen Syllidae. Inga underarter finns listade i Catalogue of Life.